# Eucyclops elegans
Eucyclops elegans är en kräftdjursart som först beskrevs av Herrick 1884.  Eucyclops elegans ingår i släktet Eucyclops och familjen Cyclopidae. Inga underarter finns listade i Catalogue of Life.